# إيدرسون ألفيس ريبيرو سيلفا
إيدرسون ألفيس ريبيرو سيلفا (بالبرتغالية: Éderson Alves Ribeiro Silva) (13 مارس 1989 في البرازيل – )؛ هو لاعب كرة قدم كان يلعب كمهاجم.

## وصلات خارجية
- إيدرسون ألفيس ريبيرو سيلفا على موقع رابطة كرة القدم اليابانية للمحترفين (اليابانية)
- إيدرسون ألفيس ريبيرو سيلفا على موقع قاعدة بيانات كرة القدم.إي يو (الإنجليزية)
- إيدرسون ألفيس ريبيرو سيلفا على موقع Soccerway.com (الإنجليزية)
- إيدرسون ألفيس ريبيرو سيلفا على موقع عالم كرة القدم.نت (الإنجليزية)